# Incontro di Antonio e Cleopatra
Incontro di Antonio e Cleopatra è un dipinto di Giambattista Tiepolo, eseguito nel 1748. Conservato a Edimburgo, si tratta del modelletto per l'omonimo affresco che Tiepolo realizzerà in Palazzo Labia a Venezia.
Come in Banchetto di Antonio e Cleopatra (1743), la regina egiziana ha le fattezze di Maria Cecilia Guardi, moglie del pittore.